# Емре Джан
Емре Джан (на немски: Emre Can; турско произношение: ˈɛmrɛ ˈd͡ʒɑn) е германски футболист от турски произход. Играе на поста полузащитник за Борусия Дортмунд, както и за германския национален отбор. Може да играе еднакво добре като централен защитник, краен бранител и опорен халф.